# Ralitza Petrova
Ralitza Petrova est une réalisatrice bulgare née le 23 janvier 1976 à Sofia.

## Biographie
Ralitza Petrova a suivi des études de cinéma à la National Film Television School de Londres. 
Son premier long métrage, Godless, a obtenu plusieurs prix au Festival international du film de Locarno 2016 et dans d'autres festivals.

## Filmographie

### Courts métrages
- 2005 : Lunchbreak
- 2007 : Rotten Apple
- 2009 : By the Grace of God
- 2019 : Better Nature

### Long métrage
- 2016 : Godless